# Creu de Sant Miquel (Montserrat)
La Creu de Sant Miquel és una creu monumental de Collbató (Baix Llobregat) situada al mirador de Sant Miquel, dalt d'un penya-segat, al camí de Sant Miquel, a uns 100 metres de la Capella de Sant Miquel, a la muntanya de Montserrat.

## Descripció
És una creu de ferro forjat que descansa sobre una basa graonada de pedra. Al voltant hi ha una placeta i una barana de ferro que tanca el complex. Des d'aquest indret es pot gaudir d'una vista panoràmica extraordinària que abraça des dels Pirineus fins al delta del Llobregat.

## Història
Fou plantada durant les festes jubilars de l'any 1931 en substitució d'una més senzilla existent en aquest indret.